# 페이만 모아디
페이만 모아디(페르시아어: پیمان مَعادی. 영어: Payman Maadi, 1970년 6월 30일 ~ )는 이란과 미국의 배우, 영화 각본가, 영화 감독이다. 영화 《씨민과 나데르의 별거》(2011)를 통해 베를린 국제 영화제 은곰상 남자배우상을 공동수상했다.

## 작품 목록

### 영화 출연
- 어바웃 엘리 (2009)
- 씨민과 나데르의 별거 (2011)
- 캠프 엑스레이 (2014)
- 제7기사단 (2015)
- 13시간 (2016)
- 6 언더그라운드 (2019)
- 폴리스 (2020)

### 영화 연출
- Barf rooye kajha (2012)
- Bomb, uek asheghaneh (2018)